# Нильс Юэль (броненосец береговой обороны)
«Нильс Юэль» — датский броненосец . Назван в честь адмирала Нильса Юэля.

## История строительства

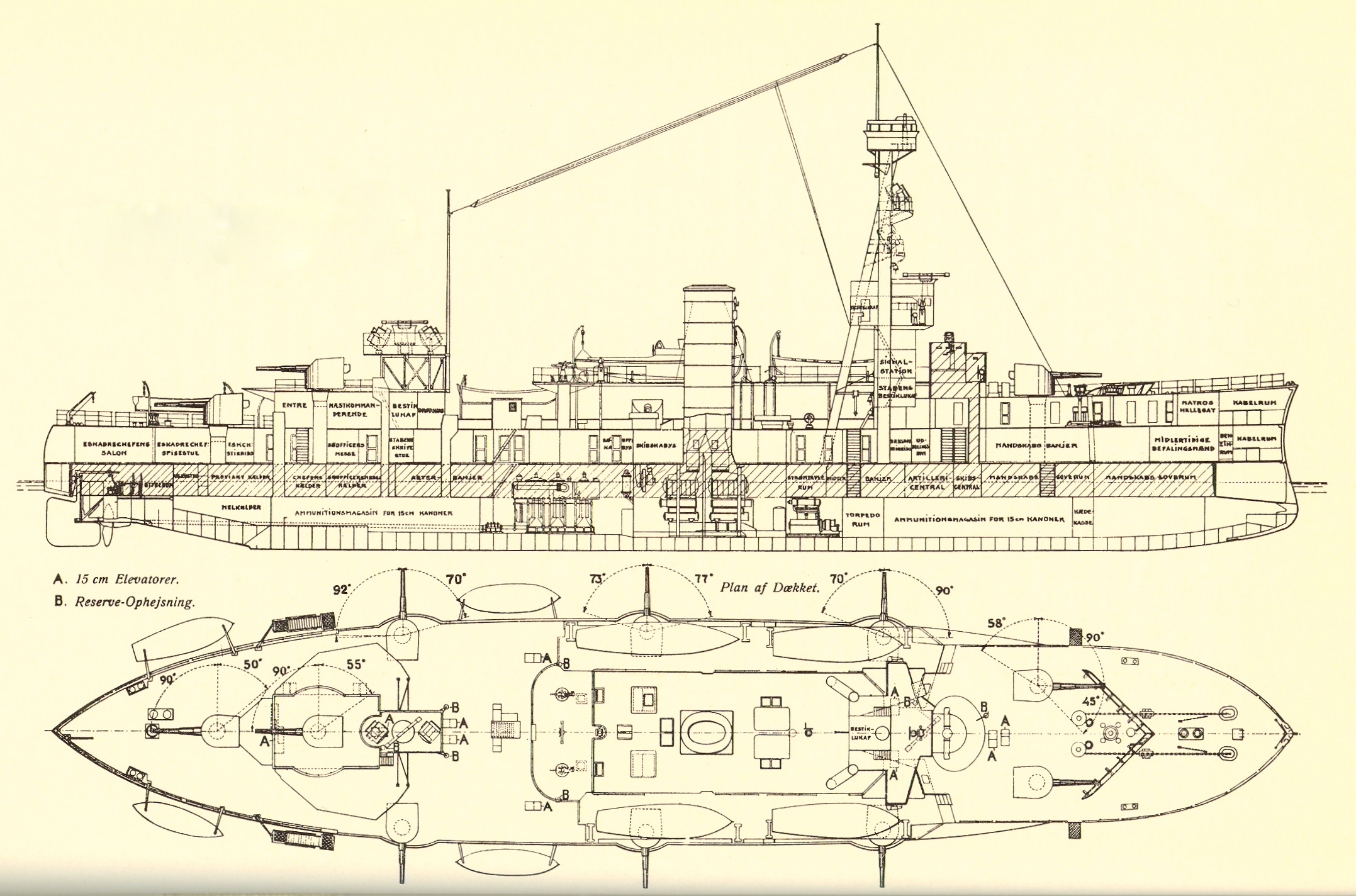
схема

В соответствии с первоначальным проектом «Niels Juel» должен был стать увеличенной версией броненосца «Peder Skram» с более мощной артиллерией главного калибра (водоизмещение 3800/4100 т, два 305-мм орудия в одноорудийных башнях, восемь 120-мм скорострельных пушек в казематах и открытых одиночных установках и две 75-мм зенитки). Контракты на изготовление артиллерии ГК и брони были размещены за границей (в Германии и США соответственно). Корабль заложили сразу после начала Первой мировой войны, которая вскоре негативно повлияла на темпы строительства. Контрагентные поставки задерживались, а в случае с орудиями ГК оказались сорванными. Из Германии их так и не получили — сперва из-за загруженности собственными заказами, а после окончания войны — из-за запрета на изготовление орудий калибром свыше 280 мм, наложенного Версальским договором. Достройка корабля долго оставалась под вопросом, и лишь в 1923 г. было решено ввести «Niels Juel» в строй с вооружением из 10 150-мм орудий производства шведской фирмы «Бофорс» в одиночных палубных установках. Более легкое вооружение позволило поднять высоту борта на один уровень, что существенно повысило мореходность «Niels Juel». В результате получилась необычная боевая единица с солидным бронированием, умеренной скоростью и вооружением легкого крейсера — эдакая «мореходная канонерская лодка». Сами датчане классифицировали получившийся гибрид как «artilleriskibet», то есть артиллерийский корабль.

## История службы
Кроме традиционных функций, которые выполняли другие броненосцы, он часто использовался в роли королевской яхты, во время визитов в Финляндию, Фарерские острова и Исландию. А в 1931 г. с курсантами на борту датский корабль дошел аж до Одессы.
В 1936 г. прошел ремонт, в ходе которого часть котлов перевели на нефтяное отопление, число 57-мм скорострелок сократилось с пяти до двух, установлены 20-мм зенитные автоматы и пулеметы.
В апреле 1940 г. при захвате Дании Германией броненосец находился в Холмене с сокращенным экипажем, ещё не начав кампанию после зимовки. Во время оккупации корабль сохранил на своем борту датский экипаж и мог свободно перемещаться по внутренним водам.
«Niels Juel» 29.8.1943 предпринял попытку прорваться в нейтральную Швецию, но был атакован германской авиацией и в конце концов у Нюкёбинга на полном ходу посажен на мель.
В октябре 1943 г. поднят немецкими спасателями, отремонтирован и в сентябре 1944 г. введен в состав герм, флота как учебный корабль «Nordland». Помимо 200 членов экипажа, принимал до 400 курсантов.
3.5.1945 потоплен брит, авиацией в Экернфёрде. В 1952 г. поднят и сдан на слом.